# Lijst van voetbalclubs aangesloten bij de Drentsche Voetbalbond
Dit is een lijst van voetbalclubs die aangesloten en/of actief zijn geweest bij de Drentsche Voetbalbond (DVB).
Vanaf 1940 waren clubs uit de regio van de Drentsche Voetbalbond automatisch lid van de Drentsche Voetbalbond zodra zij zich hadden ingeschreven bij de KNVB.

## Legenda
(1) achter de clubnaam - Zijn meerdere clubs met dezelfde naam geweest, echter zijn verschillende clubs.
   bij Lid sinds - Club is heropgericht of heringeschreven, echter de datum hiervan is onbekend.
   bij Lid tot - Club is uitgeschreven of opgeheven voor 1996, datum hiervan is echter onbekend.
— bij Lid tot - Club is tot einde van de bond (1996) actief gebleven.
| Club                 | Plaats                | Lid sinds                     | Lid tot            | Bijzonderheden |
| -------------------- | --------------------- | ----------------------------- | ------------------ | --- |
| Achilles 1894        | Assen                 | juli 1926                     | —                  | Tot jul 1926 aangesloten bij de Groninger Voetbalbond                                                                             |
| ACV                  | Assen                 | september 1940                | —                  | |
| VV Alerte            | Assen                 |                               | juli 1933          | Was eerder aangesloten bij de Groninger Voetbalbond                                                                               |
| VV Annen (1)         | Annen                 | oktober 1932                  | februari 1941      | |
| VV Annen (2)         | Annen                 |                               | —                  | |
| VV Annerveen         | Annerveen             | november 1933                 | 1934               | |
| FC Assen             | Assen                 | 1972                          | —                  | |
| SC Assen             | Assen                 | december 1926                 | maart 1927         | |
| VV Assen             | Assen                 | maart 1927                    | februari 1938      | |
| Asser Boys (1)       | Assen                 | juli 1926                     | december 1926      | Speelde tot 1926 bij de Groninger Voetbalbond, opgegaan in SC Assen                                                               |
| Asser Boys (2)       | Assen                 | januari 1927                  | —                  | |
| Attila (2)           | Assen                 | juli 1926                     | < 1928             | Heette tot dec 1925 Hercules, tot jul 1926 aangesloten bij de Groninger Voetbalbond                                               |
| Attila (3)           | Assen                 | augustus 1928                 | oktober 1934       | |
| BC                   | Barger Compascuum     | november 1930                 | augustus 1939      | |
| VV Bargeres          | Emmen                 |                               | —                  | |
| De Bataaf            | Gieten                | september 1929                | december 1929?     | |
| VV Beilen            | Beilen                | september 1930                | —                  | |
| VV Benneveld         | Benneveld             | februari 1928                 | 1931               | Opgegaan in ZBC Zweeloo |
| VV BEW               | Vledder               | 1951                          | —                  | |
| BSVV                 | Bovensmilde           | 1953                          | —                  | |
| SV Borger            | Borger                |                               | —                  | |
| VV Borger            | Borger                | januari 1927                  | februari 1941      | |
| VV Boschoord         | Boschoord             | oktober 1933                  | december 1936      | |
| BOV                  | Barger-Oosterveld     | december 1940                 | maart 1941         | Was tot 1940 aangesloten bij de RKUVB                                                                                             |
| VV Boyl              | Boyl                  | 1995                          | —                  | Kwam tot en met het seizoen 1994/95 uit voor de Friesche Voetbalbond                                                              |
| VV Buinen            | Buinen                | oktober 1930                  | februari 1938 —    | Heropgericht in 1945 |
| VV Buinerveen (1)    | Buinerveen            | september 1926                | november 1928      | Was tot sep 1926 aangesloten bij de Veenkoloniale Voetbalbond, heette tot dec 1926 BVC                                            |
| VV Buinerveen (2)    | Buinerveen            | oktober 1932                  | december 1940      | |
| VV Buinerveen        | Buinerveen            |                               | —                  | |
| VV Bunne (1)         | Bunne                 | december 1935                 | 1936               | |
| VV Bunne (2)         | Bunne                 | oktober 1939                  | oktober 1941       | |
| CVC                  | Emmer-Compascuum      | juli 1926                     | 1946               | Was tot jul 1926 aangesloten bij de Veenkoloniale Voetbalbond, fuseerde in 1946 tot VV CEC                                        |
| VV Coevorden         | Coevorden             | september 1930                | februari 1938      | Heette tot maa 1931 CSC |
| VV Dalen             | Dalen                 | september 1930                | —                  | |
| VV Diever (1)        | Diever                | oktober 1933                  | april 1936         | |
| VV Diever (2)        | Diever                |                               | —                  | |
| VV Donderen          | Donderen              | maart 1935                    | februari 1941      | |
| DPV                  | Assen                 | juli 1926                     | 1926               | Tot jul 1926 aangesloten bij de Groninger Voetbalbond                                                                             |
| VV Drouwenerveen     | Drouwenerveen         | september 1933                | december 1936      | |
| DVSV                 | Darp                  |                               | —                  | |
| VV Dwingeloo         | Dwingeloo             | december 1932                 | januari 1939 —     | Heropgericht in 1945 |
| DZOH                 | Emmen                 | 1985                          | —                  | |
| EEC                  | Ees                   |                               | —                  | |
| VV Eelde             | Eelde                 | april 1936                    | januari 1939       | |
| VV Ees               | Ees                   | oktober 1932                  | december 1936      | |
| EEVV                 | Emmer-Erfscheidenveen | november 1932 maart 1941      | december 1940 1946 | Fuseerde in 1946 tot VV CEC |
| VV Eext              | Eext                  | juni 1932                     | —                  | |
| VV Eexterveen (1)    | Eexterveen            | september 1933                | februari 1941      | |
| VV Eexterveen (2)    | Eexterveen            | oktober 1941                  | Vraag              | |
| VV EHS '85           | Emmen                 | 1985                          | —                  | |
| VV Ekehaar           | Ekehaar               | oktober 1933                  | januari 1938       | |
| VV Emmen             | Emmen                 | juli 1926                     | —                  | Was tot jul 1926 aangesloten bij de Veenkoloniale Voetbalbond                                                                     |
| VV Emmerschans       | Emmerschans           | september 1934                | april 1936         | |
| VV Erica             | Erica                 | september 1926                | juli 1966          | Heette tot maart 1927 EVBC, fuseerde in 1966 tot SC Erica'                                                                        |
| SC Erica             | Erica                 | juli 1966                     | —                  | |
| Erica '86            | Erica                 |                               | —                  | |
| Ericasche Boys       | Erica                 | januari 1941                  | juli 1966          | Was tot 1941 aangesloten bij de RKUVB, fuseerde in 1966 tot SC Erica                                                              |
| FC Fochteloo         | Fochteloo             | 1995                          | —                  | Kwam tot en met het seizoen 1994/95 uit voor de Friesche Voetbalbond                                                              |
| VV Gasselternijveen  | Gasselternijveen      | september 1928                | —                  | Tot sep 1928 aangesloten bij de Groninger Voetbalbond                                                                             |
| VV Gees              | Gees                  |                               | februari 1941      | |
| CVV Germanicus       | Coevorden             | juli 1926                     | —                  | Tot jul 1926 aangesloten bij de Zuid-Drentsche Voetbalbond                                                                        |
| VV Gieten            | Gieten                | juli 1926                     | —                  | Tot jul 1926 aangesloten bij de Groninger Voetbalbond                                                                             |
| VV Gieterveen (1)    | Gieterveen            | oktober 1932                  | juli 1935          | |
| VV Gieterveen (2)    | Gieterveen            | juli 1935                     | februari 1938      | |
| Vv Gieterveen (3)    | Gieterveen            |                               | —                  | |
| VV GKC               | Gasselte              | september 1933                | —                  | |
| VV GOMOS             | Norg                  | augustus 1928 juni 1945       | april 1931 —       | Heropgericht in 1945 |
| VV GOMOS             | Tynaarlo              | juli 1935                     | februari 1938      | |
| VV Gramsbergen       | Gramsbergen           | april 1930                    | september 1934     | Was tot apr 1930 en na sep 1934 aangesloten bij de Noord-Centrale Voetbalbond                                                     |
| VV Griendsveen       | Amsterdamsche Veld    | september 1932                | april 1936         | |
| SV Halen             | Hooghalen             |                               | —                  | |
| Haler Boys           | Hooghalen             | september 1933                | april 1936         | |
| VV Havelte           | Havelte               |                               | —                  | |
| VV Hijker Boys       | Hijken                | september 1933                | december 1940 —    | |
| SV HODO              | Hollandscheveld       | 1961                          | —                  | |
| VV Holsloot          | Holsloot              | augustus 1939                 | november 1940      | |
| VV Holthe            | Holthe                | september 1934                | januari 1939       | |
| SV Hoogersmilde      | Hoogersmilde          |                               | —                  | |
| VV Hoogersmilde      | Hoogersmilde          | mei 1932                      | juli 1935          | |
| VV Hunso             | Exloo                 | september 1933 1946           | maart 1941 —       | |
| VV Ide               | Yde                   | september 1934                | maart 1942         | |
| IDO                  | Steenwijksmoer        | december 1935                 | januari 1938       | |
| Internos             | Gasselternijveen      | september 1926                | november 1928      | |
| VV Klazienaveen (1)  | Klazienaveen          | september 1926                | februari 1938      | Heette tot dec 1926 KVC |
| VV Klazienaveen (2)  | Klazienaveen          | 1948                          | —                  | |
| 't Klooster          |                       |                               | 1996               | In 1996 gefuseerd tot FC Ter Apel '96                                                                                             |
| KSC                  | Klazienaveen          | januari 1926                  | april 1936         | Was tot jan 1926 aangesloten bij de Veenkoloniale Voetbalbond                                                                     |
| VV KSC               | Schoonoord            | september 1934                | —                  | |
| VV Landarbeid        | Zorgvlied             | oktober 1933                  | november 1933      | |
| VV Langelo           | Langelo               | september 1934                | Vraag              | |
| VV Leeuweriken       | Assen                 | september 1926                | september 1929     | Tot sep 1926 aangesloten bij de Groninger Voetbalbond, in 1929 gefuseerd tot SC Assen                                             |
| VV LEO               | Loon                  | november 1932                 | —                  | |
| VV Minjak            | Schoonebeek           |                               | —                  | |
| NAB                  | Nieuw-Amsterdam       | juli 1926                     | april 1973         | |
| NDVC (1)             | Nieuw Dordrecht       | 1926                          | oktober 1927       | Was tot eerder aangesloten bij de Veenkoloniale Voetbalbond                                                                       |
| NDVC (2)             | Nieuw Dordrecht       | september 1930                | oktober 1937       | |
| VV Never Mind        | Veenhuizen            | juli 1930                     | maart 1942         | |
| SV Nieuw Balinge     | Nieuw-Balinge         |                               | —                  | |
| VV Nieuwediep        | Nieuwediep            | september 1933                | juli 1935          | |
| VV Nieuweroord (1)   | Nieuweroord           | november 1930                 | februari 1938      | |
| VV Nieuweroord (2)   | Nieuweroord           | oktober 1939                  | december 1940      | |
| VV Nieuw Roden       | Nieuw-Roden           | 1947                          | —                  | |
| NKVV                 | Dalerpeel             |                               | —                  | |
| RKVV Nobile          | Erica                 | november 1928                 | maart 1942         | |
| VV Norg              | Norg                  | juli 1935                     | december 1936      | |
| NSB                  | Nieuw Schoonebeek     | 1926                          | maart 1942         | Heette tot maart 1927 Vitesse |
| NWVC                 | Nieuw-Weerdinge       | oktober 1932                  | maart 1942         | |
| NWVV                 | Nieuw-Weerdinge       |                               | —                  | |
| NZC                  | Norgervaart           | juli 1935                     | oktober 1945       | |
| Old Forward          | Wilhelminaoord        |                               | —                  | Was eerst aangesloten bij Noord-Centrale Voetbalbond                                                                              |
| ONR                  | Roden                 |                               | —                  | Speelde tot midden jaren 70? voor de Groninger Voetbalbond                                                                        |
| VV Opwaarts          | Zweeloo               | januari 1926                  | 1933               | Was tot 1926 aangesloten bij de Zuid-Drentsche Voetbalbond, heette tot jan 1927 ODO, in 1933 gefuseerd tot VV ZBC                 |
| SC Oranje            | Schoonebeek           |                               | —                  | |
| VV Oranjedorp        | Oranjedorp            | oktober 1932                  | februari 1938      | |
| VV Oring             | Odoorn                | juli 1935                     | —                  | |
| OZC                  | Elsloo                | 1995                          | —                  | Kwam tot en met het seizoen 1994/95 uit voor de Friesche Voetbalbond                                                              |
| SV Pesse             | Pesse                 |                               | —                  | |
| VV Protos            | Steenwijksmoer        | 1951                          | —                  | |
| VV Quickness (1)     | Assen                 | juli 1926                     | december 1926      | Tot juli 1926 bij de Groninger Voetbalbond, in 1926 opgegaan in SC Assen                                                          |
| VV Quickness (2)     | Assen                 | juli 1929                     | december 1932      | |
| VV Raptim            | Coevorden             | september 1940                | —                  | Was tot 1940 aangesloten bij de RKUVB                                                                                             |
| VV Ready             | Grolloo               | april 1935                    | augustus 1939      | |
| VV Roden (2)         | Roden                 | september 1931                | —                  | Was tot september 1931 aangesloten bij de Groninger Voetbalbond                                                                   |
| VV Rolder Boys       | Rolde                 | september 1927                | —                  | |
| SC Roswinkel         | Roswinkel             |                               | —                  | |
| Roswinkeler Boys     | Roswinkel             |                               | 1940               | Heette tot feb 1937 RSV |
| VV Ruinen            | Ruinen                |                               | —                  | |
| VV De Runde          | Emmer-Erfscheidenveen | januari 1926                  | maart 1942         | Was tot jan 1926 aangesloten bij de Veenkoloniale Voetbalbond                                                                     |
| VV Schoonebeek       | Nieuw-Schoonebeek     | september 1930 september 1940 | maart 1935 —       | Heropgericht in 1940 |
| VV Schoonoord        | Schoonoord            | oktober 1928                  | maart 1942         | Heette tot juli 1929 Voorwaarts Schoonord                                                                                         |
| VV Schuilingsoord    | Schuilingsoord        | september 1933                | april 1936         | |
| SCN                  | Nieuwlande            |                               | —                  | |
| SIOS                 | Assen                 | oktober 1935                  | januari 1939       | Was tot 1935 aangesloten bij de RKUVB, heette tot augustus 1936 VIOSA                                                             |
| SJS                  | Amsterdamsche Veld    | september 1933                | december 1936      | |
| VV Sleen (1)         | Sleen                 | oktober 1928                  | augustus 1931      | |
| VV Sleen (2)         | Sleen                 | september 1933                | september 1940     | |
| VV Sleen (3)         | Sleen                 | 1944                          | —                  | |
| VV Smilde            | Smilde                | december 1930                 | 1994               | Heette tot feb. 1932 SVV, gefuseerd tot VV Smilde '94, mogelijk heroprichting van VV Smilde uit 1919 bij de Groninger Voetbalbond |
| VV Smilde '94        | Smilde                | 1994                          | —                  | |
| Sparta               | Borger                | juli 1926                     | Vraag              | Was tot 1926 aangesloten bij de Veenkoloniale Voetbalbond                                                                         |
| Stella               | Zandberg              | oktober 1941                  | oktober 1945       | Was tot 1940 aangesloten bij de RKUVB                                                                                             |
| VV SVBC              | Barger-Compascuum     |                               | —                  | |
| VV SVBO              | Barger-Oosterveld     |                               | —                  | |
| SVZ                  | Zeijen                | 1947                          | —                  | |
| TAB                  | Ter Apel              | september 1927                | 1928               | Opgegaan in de vereniging STA |
| TAVV                 | Ter Apelkanaal        | juli 1926                     | juli 1933          | Was tot 1926 aangesloten bij de Veenkoloniale Voetbalbond                                                                         |
| TEVV                 | Tweede Exloërmond     | december 1934 1945            | januari 1939 —     | |
| VV THEO              | 't Haantje            | april 1936 augustus 1947      | december 1941 —    | |
| VV Tiendeveen        | Tiendeveen            |                               | —                  | |
| VV Titan (1)         | Nieuw-Weerdinge       |                               | juli 1933          | Was eerder aangesloten bij de Veenkoloniale Voetbalbond                                                                           |
| VV Titan (2)         | Nieuw-Weerdinge       | september 1933                | —                  | |
| SV Twedo             | Nieuw-Amsterdam       | april 1973                    | —                  | |
| SV Tynaarlo          | Tynaarlo              |                               | —                  | |
| VV Uffelte           | Uffelte               |                               | —                  | |
| Upward '27           | Assen                 | september 1927                | 1931               | Heette tot maart 1929 Upward '27, tussen maart en 1929 en half 1930 Upward, vanaf half 1930 Assen.                                |
| VV VAKO              | Vries                 | juli 1930                     | —                  | |
| VV Valthermond       | Valthermond           | september 1930                | —                  | |
| Valthermondsche Boys | Valthermond           | september 1933                | 1955               | |
| Valther Boys         | Valthe                |                               | —                  | |
| VCN                  | Norg                  | oktober 1938                  | oktober 1945       | |
| VDO                  | Valthe                | september 1936                | augustus 1939      | |
| VDW                  | Assen                 | september 1933                | augustus 1940      | Club heette tot mei 1936 Quick Boys                                                                                               |
| VV VEV               | Klazienaveen          | 1947                          | —                  | |
| VIOS Oosterhesselen  | Oosterhesselen        | juli 1926                     | —                  | Was tot jul 1926 aangesloten bij de Zuid-Drentsche Voetbalbond; heette tot 1936 VIOS, tussen 1936 en 1945 SV Hesselen             |
| VIOSK                | Klazienaveen          | oktober 1940                  | maart 1943         | |
| Vitesse              | Noordscheschut        | 1931                          | 1931               | |
| VV VKW               | Westerbork            | september 1941                | —                  | |
| VV Vledder           | Vledder               | september 1934                | augustus 1939      | |
| VV Vledderveen (1)   | Vledderveen           | januari 1926                  | juli 1933          | |
| VV Vledderveen (2)   | Vledderveen           | juli 1934                     | januari 1939       | |
| Volharding           | Valthe                | september 1927                | november 1928      | |
| VVAK                 | Kerkenveld            |                               | —                  | |
| VVNR                 | Nieuw-Roden           | februari 1936                 | december 1936      | |
| SC Wapse             | Wapse                 |                               | —                  | |
| Wapser Boys          | Wapse                 | oktober 1936                  | januari 1939       | Heette tot feb 1937 SSS |
| VV Wapserveen        | Wapserveen            |                               | —                  | |
| VV Weerdinge (1)     | Weerdinge             | januari 1926                  | juli 1933          | Was eerder aangesloten bij de Veenkoloniale Voetbalbond                                                                           |
| VV Weerdinge (2)     | Weerdinge             | 1935                          | januari 1939       | |
| VV Weerdinge (3)     | Weerdinge             | 1946                          | —                  | |
| VV Westerbork        | Westerbork            | november 1929                 | september 1941     | Club opgegaan in VV VKW |
| VV Wijster           | Wijster               | oktober 1933                  | —                  | |
| VV Witteveen         | Witteveen             | september 1935                | augustus 1939      | |
| Witteveense Boys '87 | Witteveen             | 1987                          | —                  | |
| WMK                  | Valthermond           | februari 1926                 | 1930               | Was eerder aangesloten bij de Veenkoloniale Voetbalbond, speelde op het eind onder de naam Zeldenrust                             |
| VV Zandpol           | Zandpol               | 1982                          | —                  | |
| VV ZBC               | Zweeloo               | oktober 1932                  | —                  | |
| ZBVC                 | Zuidbarge             | oktober 1933                  | februari 1938      | |
| VV Zeijen            | Zeijen                | oktober 1932                  | augustus 1939      | |
| ZFC Zorgvliet        | Zorgvlied             | oktober 1933                  | februari 1938      | |
| VV Zuidlaarderveen   | Zuidlaarderveen       |                               | —                  | |
| VV Zuidlaren         | Zuidlaren             | oktober 1932                  | —                  | |
| ZVV                  | Zwartemeer            | 1926                          | —                  | |
| Zwart Wit            | Nieuw-Schoonebeek     | 1929                          | 1930               | |
| VV Zwartemeer        | Klazienaveen          | 1930?                         | —                  | |
| SP Zweeloo           | Zweeloo               | 1965                          | —                  | |